# Francis Reusser
Pour les articles homonymes, voir Reusser.
Francis Reusser, né le 1er décembre 1942 à Vevey et mort le 10 avril 2020, est un cinéaste suisse. Il a adapté au cinéma plusieurs romans de Charles-Ferdinand Ramuz, dont Derborence et La Guerre dans le haut Pays.
Pour Elisabeth Chardon "Reusser a su être le cinéaste d’un territoire, entre lac et montagnes, transposer Ramuz et Rousseau, faire des films en costume, et tout cela sans conservatisme, mais au contraire expérimentant toujours, en passionné des techniques, avec un souci extrême de l’image et du son, et cherchant toujours à rendre compte, de manière critique, de notre humanité, et de notre époque".
Parallèlement à toute sa carrière pour le cinéma, Francis Reusser a souvent réalisé des émissions documentaires et des fictions pour la Télévision Suisse Romande.

## Biographie

### Les années rebelles
Francis Reusser est né en 1942 à Vevey. Il est orphelin à 12 ans. Enfant rebelle, il passe la fin de son adolescence dans une maison de correction. Il a été figurant à la Fête des Vignerons en 1955.
Puis Francis Reusser suit une formation de photographe à l'École des arts et métiers de Vevey. Il était dans la même classe que le photographe Bruno Barbey et le cinéaste Simon Edelstein. Il travaille comme photographe de presse pour la Semaine Sportive à Genève et il fait son apprentissage de cameraman à la Télévision Suisse Romande.
Cinéaste engagé, il est dans les années 68 de tous les combats sociaux et culturels. Il signe plusieurs ciné-tracts. Il participe aux manifestations du Comité Action Cinéma à Lausanne, ce qui lui vaut d’être emprisonné quelque temps.
Avec le professeur de cinéma François Albera, il fonde en 1977 la section audiovisuelle de l’École supérieure d’Arts visuels (ESAV), qui deviendra par la suite la HEAD de Genève.
Cependant, 23 ans après, il se réconcilie avec l’institution officielle avec le film Visages suisses produit par Claude Richardet dans le cadre des célébrations du 700e anniversaire de la Confédération suisse en 1991. Francis Reusser réalise le lien entre les courts-métrages des 13 réalisateurs des quatre régions linguistiques de la Suisse, en filmant un grand-père et sa petite fille qui partent en train faire le tour de la Suisse par des raccourcis.

### Ses premiers films engagés
La carrière de cinéaste Reusser commence en 1964 avec Antoine et Cléopâtre, un film très inspiré par les premiers films de Jean-Luc Godard. En 1966 il réalise l’un des quatre films de Quatre d’entre elles, une œuvre collective signée avec les cinéastes Yves Yersin, Jacques Sandoz et Claude Champion. Le film est présenté aux festivals de Cannes et de Locarno.
Toujours en rébellion contre la société et les pères, il est coscénariste avec Patricia Moraz de Vive la mort, son premier long-métrage de fiction produit par Freddy Landry (Milos Films). Le film est présenté à la Quinzaine des Réalisateurs à Cannes en 1969.
L’année suivante, dans la droite ligne du travail entamé avec les ciné-tracts, il réalise avec le collectif Rupture le documentaire Biladi, une révolution, l’un des premiers films tourné dans les camps palestiniens.
Toujours avec la scénariste Patricia Moraz, il signe Le Grand Soir en 1976. Une réflexion désabusée sur ce fameux « grand soir » qui n’est pas vraiment arrivé en 1968. Le film remporte le Léopard d’Or au festival international du film de Locarno.
Cinq années après il réalise en 1981 Seuls une œuvre plus poétique avec des acteurs prestigieux : Niels Arestrup, Bulle Ogier, Michael Lonsdale, Christine Boisson et Olimpia Carlisi. Francis Reusser confie volontiers que c’est son film préféré. Il est sélectionné à la Quinzaine des Réalisateurs à Cannes et au festival de Locarno.

### À la rencontre de Ramuz et de Hodler
Quittant la ville et le lac Léman, Reusser tourne ensuite sa caméra en direction de la montagne suisse.
Le film Derborence est filmé en 1985 sur l'alpage de Derborence, en contrebas du glacier des Diablerets, dans le canton du Valais avec Isabel Otero, Jacques Penot et Bruno Cremer. Il est produit par Jean-Marc Henchoz. C’est à la fois une reconstitution historique et une vision moderne du roman de Ramuz, le film fera forte impression par son lyrisme. C’est le plus grand succès populaire de Francis Reusser. Le film a été sélectionné en compétition au festival de Cannes et il a obtenu le César du Meilleur film Francophone.
Dans La Guerre dans le Haut Pays, une autre adaptation de l’écrivain Charles Ferdinand Ramuz, Reusser a révélé l’actrice Marion Cotillard en 1999. L’action se déroule entre 1797 et 1798 au moment où les troupes napoléoniennes occupent le pays de Vaud. Le film est présenté en compétition au Festival de Berlin et il représentera la Suisse pour l’Oscar du meilleur film étranger.
Il existe une vraie similitude entre le peintre suisse Ferdinand Hodler et Francis Reusser. « Hodler peignait aussi bien les paysages que les gens qui les habitent. Et avec Reusser, c’était quelqu’un qui ne dissociait pas les paysages des gens qui les traversent ». Son dernier projet, resté à l’état de scénario, s’intéressait justement à Hodler et au monde des faussaires.

### De la montagne à la mer
Francis Reusser redescend dans la plaine pour son film suivant, La Loi sauvage (1988) avec Lucas Belvaux et Michel Constantin, un polar désenchanté autour de la figure du père qui s’écoule au fil du Rhône du Valais à la mer. Puis il remonte ensuite dans la montagne pour signer une véritable comédie musicale Jacques et Françoise, adaptée du Pauvre Jacques de Carlo Boller (1991).
En 2003, il revient sur ses années de militantisme et des utopies avec Les printemps de notre vie (2003) où il retrouve les amis et les témoins du temps des projets collectifs mettant à l'épreuve les repères d'un imaginaire collectif éprouvé par le temps.
Toujours admiratif des grands philosophes, il signe ensuite un téléfilm, Voltaire et l’affaire Calas (2007) avec Claude Rich dans le rôle de Voltaire. Puis Ma nouvelle Héloïse (2012), une relecture très personnelle du roman épistolaire de Jean-Jacques Rousseau.

### Prémonition et testament
En 1994, il réalise avec sa compagne Emmanuelle de Riedmatten Passages de la Recherche sur le thème de la recherche au quotidien sur le cancer. Ils filment trois chercheurs à l'Institut Suisse de Recherche Expérimentale sur le Cancer situé à Épalinges au-dessus de Lausanne. Et en contrepoint, à Tavannes dans son appartement, Mireille une jeune femme atteinte du cancer écrit sa maladie dans son journal. 26 ans plus tard c’est Francis Reusser qui est atteint par la maladie.
Son dernier film, La séparation des traces (2018), est un essai autobiographique amer et amusé qui donne envie de revoir toute son œuvre. Son fils Jean Reusser, conçu avec la photographe Christiane Grimm, en est le coréalisateur du film et a assuré le montage de tous ses films depuis 2009. Mention Spéciale du Jury au Festival Visions du Réel à Nyon en 2018.
Il a reçu en septembre 2019, lors d’une de ses dernières apparitions publiques, le Grand Prix de la Fondation vaudoise pour la Culture des mains du réalisateur Lionel Baier et de la Conseillère d’État Cesla Amarelle.
Testamentaire, il réalise finalement, depuis sa chambre d'hôpital, un dernier court-métrage en plan-séquence Le Voyage du Comédien où n'apparaissent que les mains du cinéaste. Il  est mort le 10 avril 2020 ,

## Filmographie
- 1967 : Vive la mort
- 1976 : Le Grand Soir
- 1981 : Seuls
- 1985 : Derborence
- 1988 : La Loi sauvage
- 1991 : Jacques et Françoise
- 1991 : Visages suisses (film officiel pour le 700e anniversaire de la Confédération Suisse. Film collectif)
- 1994 : Passages de la Recherche (documentaire sur la recherche sur le cancer)
- 1999 : La Guerre dans le Haut Pays
- 2002 : Les Printemps de notre vie
- 2005 : Une femme blessée (court-métrage)
- 2007 : Voltaire et l'affaire Calas (téléfilm)
- 2012 : Ma nouvelle Héloïse
- 2014 : La Terre promise
- 2018 : La Séparation des traces

## Distinctions
- 1976 : Festival international du film de Locarno - Lauréat du Léopard d'or pour Le Grand Soir
- 1985 : Festival de Cannes - Nommé à la Palme d'or pour Derborence
- 1986 : César du cinéma - Lauréat du Meilleur film francophone pour Derborence
- 1994 : Passages de la Recherche - Mention spéciale du jury aux Rencontres Internationales de l'Audiovisuel scientifique à la Tour Eiffel 1994
- 1998 : Berlinale - Nommé aux Ours d'or pour La guerre dans le Haut Pays
- 1999 : Festival international du film de Tróia - Nommé au Dauphin d'or pour La guerre dans le Haut Pays
- 2018 : Visions du réel - Lauréat du trophée Mention spécial pour La Séparation des Traces, partagé avec Jean Reusser
- 2018 : Visions du réel - Nommé au Sesterce d'argent pour le meilleur film Suisse pour La Séparation des Traces
- 2019 : Journées cinématographiques de Soleure - Nommé au Prix du public pour La Séparation des Traces